# Hémolysine
On appelle hémolysine, une substance (le plus souvent une protéine) susceptible de causer une hémolyse, c'est-à-dire une destruction des globules rouges. Cette toxine est produite par divers organismes : des bactéries (α-hémolysine de Staphylococcus aureus), ou des champignons, par exemple.
En infectiologie, ces toxines sont des facteurs de virulence des bactéries, aggravant les symptômes du patient.
En hématologie, les hémolysines désignent des immunoglobulines (anticorps) dirigées contre les érythrocytes (hématies).
Les hémolysines sont généralement thermolabiles, c'est-à-dire détruites par la chaleur, d'où la nécessité de ne jamais consommer crus mais de cuire soigneusement des champignons tels qu'helvelles, morilles, amanite rougissante et quelques autres (voir la liste des champignons toxiques).